# Cantón de Barbazan
El cantón de Barbazan era una división administrativa francesa que estaba situada en el departamento de Alto Garona y la región de Mediodía-Pirineos.

## Composición
El cantón estaba formado por veinticuatro comunas:
- Antichan-de-Frontignes
- Ardiège
- Bagiry
- Barbazan
- Cier-de-Rivière
- Frontignan-de-Comminges
- Galié
- Génos
- Gourdan-Polignan
- Huos
- Labroquère
- Lourde
- Luscan
- Malvezie
- Martres-de-Rivière
- Mont-de-Galié
- Ore
- Payssous
- Pointis-de-Rivière
- Saint-Bertrand-de-Comminges
- Saint-Pé-d'Ardet
- Sauveterre-de-Comminges
- Seilhan
- Valcabrère

## Supresión del cantón de Barbazan
En aplicación del Decreto nº 2014-152 de 13 de febrero de 2014, el cantón de Barbazan fue suprimido el 22 de marzo de 2015 y sus 24 comunas pasaron a formar parte del nuevo cantón de Bagnères-de-Luchon.